# Рефоюш-ду-Лима
Рефо́юш-ду-Ли́ма (порт. Refóios do Lima) — район (фрегезия) в Португалии, входит в округ Виана-ду-Каштелу. Является составной частью муниципалитета  Понте-де-Лима. По старому административному делению входил в провинцию Минью. Входит в экономико-статистический  субрегион Минью-Лима, который входит в Северный регион. Население составляет 2282 человека на 2001 год. Занимает площадь 16,40 км².